# Kevork Noradounguian
Mons. Kevork Noradounguian, I.C.P.B. (* 16. listopadu 1968, Aleppo) je syrský duchovní arménské katolické církve, arcibiskup a ordinář pro východní Evropu.

## Život
Narodil se 16. listopadu 1968 v Aleppu.
Vstoupil do Institutu patriarchálního kléru z Bzommaru. Po teologickém a filosofickém studiu byl 20. srpna 1995 vysvěcen na kněze. Studoval pedagogiku na Papežské salesiánské univerzitě v Římě, kde získal licenciát. Poté se stal vice-rektorem nižšího semináře a farním vikářem v Bourj Hammoud.
Roku 1999 byl jmenován rektorem nižšího semináře a později i vyššího. Stal se také generálním ekonomem Institutu. Od roku 2007 působil v arménské katolické komunitě v Moskvě. O tři roky později byl jmenován rektorem kostela svatého Mikuláše z Tolentina a Arménské papežské koleje v Římě.
Dne 30. dubna 2024 byl jmenován apoštolským administrátorem Patriarchálního exarchátu Jeruzalém a Ammán, tuto funkci zastával do 30. října 2015. Poté byl poslán do francouzského Lyonu. V srpnu 2023 byl ustanoven patriarchálním vikářem Institutu v Libanonu a představeným místního konventu Panny Marie z Bzommaru.
Dne 21. srpna 2024 jej papež František jmenoval ordinářem pro Východní Evropu a titulárním arcibiskupem ze Sebaste. Biskupské svěcení přijal 21. září z rukou patriarchy Raphaëla Bedrose Minassiana a spolusvětiteli byli arcibiskup Nersès Zabbara a biskup Robert Badichah.